# Комсомольский (Вагайский район)
Комсомольский — посёлок в Вагайском районе Тюменской области, входит в состав Первомайского сельского поселения.

## География
Деревня находится на юге области, недалеко от реки Вагай.

## История
Посёлок зародился в 1952 году, первые поселенцы были ссыльные украинцами из Львовской и Ровенской областей.

## Население
| 2010 |
| ---- |
| 341  |

## Известные уроженцы
Устинович, Михаил Иванович — известный московский налётчик начала 1990-х годов.

## Инфраструктура
Недалеко от посёлка находилась женская колония.

## Транспорт
Автобусное сообщение.